# Brewer (Maine)
Pour les articles homonymes, voir Brewer.
Brewer est une ville des États-Unis située dans le comté de Penobscot (État du Maine). Fondée en 1777, elle compte 9 482 habitants au recensement de 2010 et fait partie de la région métropolitaine de Bangor, dont elle est séparée par le fleuve Penobscot.

## Personnalités notables
- Joshua Lawrence Chamberlain (1828-1914), général et homme politique
- Fannie Pearson Hardy Eckstorm (1865-1946), écrivain et ornithologue